# Đinh Văn Trường
Đinh Văn Trường (sinh ngày 22 tháng 10 năm 1996) là một cầu thủ bóng đá chuyên nghiệp người Việt Nam thi đấu ở vị trí hậu vệ cho câu lạc bộ Khánh Hòa tại V.League 1.

## Thống kê sự nghiệp
Tính đến ngày 26 tháng 2 năm 2022
| Câu lạc bộ     | Mùa giải       | Giải đấu       | Giải đấu | Giải đấu | Cúp quốc gia | Cúp quốc gia | Cúp châu lục | Cúp châu lục | Khác | Khác | Tổng cộng | Tổng cộng |
| Câu lạc bộ     | Mùa giải       | Hạng           | Trận     | Bàn      | Trận         | Bàn          | Trận         | Bàn          | Trận | Bàn  | Trận      | Bàn       |
| -------------- | -------------- | -------------- | -------- | -------- | ------------ | ------------ | ------------ | ------------ | ---- | ---- | --------- | --------- |
| Nam Định       | 2018           | V.League 1     | 18       | 0        | 1            | 0            | 0            | 0            | 1    | 0    | 20        | 0         |
| Nam Định       | 2019           | V.League 1     | 24       | 2        | 2            | 0            | 0            | 0            | 0    | 0    | 26        | 2         |
| Nam Định       | 2020           | V.League 1     | 16       | 0        | 2            | 0            | 0            | 0            | 0    | 0    | 18        | 0         |
| Nam Định       | 2021           | V.League 1     | 10       | 0        | 0            | 0            | 0            | 0            | 0    | 0    | 10        | 0         |
| Nam Định       | 2022           | V.League 1     | 1        | 0        | 0            | 0            | 0            | 0            | 0    | 0    | 1         | 0         |
| Tổng sự nghiệp | Tổng sự nghiệp | Tổng sự nghiệp | 69       | 2        | 5            | 0            | 0            | 0            | 1    | 0    | 75        | 2         |

1. ↑  Ra sân tại trận play-off V.League

## Tai tiếng
Ngày 20 tháng 1 năm 2021, Đinh Văn Trường bị ban kỷ luật VFF phạt 7.500.000 VNĐ và đình chỉ thi đấu 2 trận kế tiếp do có hành vi phạm lỗi nghiêm trọng đối với cầu thủ Đỗ Hùng Dũng trong trận đấu giữa Nam Định và Hà Nội diễn ra vào ngày 15 tháng 1 trên sân vận động Thiên Trường.